# Metopia
Metopia is een vliegengeslacht uit de familie van de dambordvliegen (Sarcophagidae).

## Soorten
- M. argentata Macquart, 1850
- M. argyrocephala (Meigen, 1824)
- M. campestris (Fallén, 1810)
- M. grandii Venturi, 1953
- M. inermis Allen, 1926
- M. italiana Pape, 1985
- M. krombeini Sabrosky, 1953
- M. lateralis (Macquart, 1848)
- M. lateropili Allen, 1926
- M. opaca Allen, 1926
- M. perpendicularis Wulp, 1890
- M. sinipalpis Allen, 1926
- M. staegerii Róndani, 1859
- M. tshernovae Rohdendorf, 1955